# 白果香楠
白果香楠（学名：Alleizettella leucocarpa）为茜草科白香楠属下的一个种。

## 扩展阅读
- 維基物種上的相關：白果香楠